# Hans Brandenberger (Toxikologe)
Hans J. Brandenberger (* 30. Juni 1921; † 23. Oktober 2020) war ein Schweizer Toxikologe.
Brandenberger war Professor für Chemie und leitete die Chemische Abteilung am Gerichtsmedizinischen Institut der Universität Zürich. In den 1980er-Jahren war Brandenberger Präsident der International Association of Forensic Toxicologists TIAFT.
Im Auftrag der Hinterbliebenen Uwe Barschels verfasste er mehrere forensisch-toxikologische Gutachten und Stellungnahmen.

## Werke
- Hans Brandenberger, Robert A. A. Maes (Hrsg.): Analytical Toxicology: For Clinical, Forensic, and Pharmaceutical Chemists. 1997, ISBN 3-11-010731-7.